# Al-Abbas, Syria
Al Abbas (tiếng Ả Rập: العباس) là một thị trấn của Syria nằm ở quận Abu Kamal, Deir ez-Zor. Theo Cục Thống kê Trung ương Syria (CBS), Al Abbas có dân số 2.314 trong cuộc điều tra dân số năm 2004..
Trong Nội chiến Syria, Al Abbas bị ISIS chiếm đóng cho đến khi Quân đội Ả Rập Syria chiếm được thị trấn.